# 搖滾畢業生
《搖滾畢業生》（英語：Rock Soulmate），2018年台灣偶像劇，黃偉晉、吳心緹、邱鋒澤、陳大天、楊景涵、林子珊、林彥君領銜主演。由CHOCO TV和魔耳國際娛樂共同出品。於2017年5月31日開鏡，華視主頻於2018年7月30日播出，CHOCO TV、LINE TV於2018年7月31日中午12時播出。

## 播出時間

### 首播
| 頻道     | 所在地 | 播映日期      | 播出時間                |
| -------- | ------ | ------------- | ----------------------- |
| 華視主頻 | 臺灣   | 2018年7月30日 | 週一～週五 20:00－22:00 |

### 網路
| 頻道     | 所在地 | 播映日期      | 播出時間         |
| -------- | ------ | ------------- | ---------------- |
| CHOCO TV | 臺灣   | 2018年7月31日 | 週二～週六 12:00 |
| LINE TV  | 臺灣   | 2018年7月31日 | 週二～週六 12:00 |

## 演員列表

### 主要演員
| 演員   | 角色   | 介紹 | 登場集數 |
| 黃偉晉 | 池中旭 | 22歲，牡羊座，廣電系大四生，BZD樂團主唱兼任Bass手。他的歌聲自由不受拘束，卻始終孤獨，無法成為主流，活在冷漠的家庭，搖滾樂就成了隱藏情緒的迷幻包裝。從小與辰鳴編織了一段搖滾樂夢想，在大學遇見了大俊、阿翔後，成了形影不離的樂團夥伴。但中旭一意孤行的失控舉止，經常將樂團推向各種麻煩，雖說如此，他不羈狂妄的形象還是吸引了少數的迷妹青睞。畢業前想藉由國外樂團大賞讓自己一炮而紅，藉以出道發片。在大學畢業的尾聲他才因為靈魂交換開始與同校的夏依有所交集，兩人的羈絆，關係超越靈魂伴侶，簡直是寄生蟲等級。一向我行我素的中旭，體驗了和夏家人的相處方式 ─ 待他如工具人一般，他難以想像竟有人類可以過得如此卑微，於是發揮他的搖滾精神徹底將夏依解放。但也因原本身處在孤獨的家庭，藉由與夏家人的同居生活，觸發了他喪母之後未曾有過的歸屬感，更與自己關係不佳的父親有了另一個契機。喜歡夏依，最後與其交往。 | 全劇     |
| 吳心緹 | 夏依   | 22歲，金牛座，國樂系大四生，系上邊緣人，精通國樂各種樂器。歌聲五音不全。學習能力強，對於音樂的領悟高，在同學和家人面前，夏依總是積極配合每個人的要求，讓自己看起來平易近人好相處，漸漸忘卻自己的獨特性，淪為平凡的60分女孩。喜歡在幫助人的過程中尋求認同和存在感，卻因為不夠敏銳察覺對方是否善意，總是讓自己吃虧，久而久之變成廉價的服務業工具人。與池中旭靈魂交換後，從系上邊緣人成為樂團男主唱而受到關注，這些關注對於夏依，成了可怕的負擔，但同時又滿足著夏伊蠢蠢欲動的靈魂，一直希望自己成為主角，能被看見，中旭的角色無疑填補了她心中空虛的一塊，雖然以中旭的個性來說，是相當差勁的選項，但她仍迷戀中旭具有音樂優勢的部份。交換後另一個好處，就是跟心儀的辰鳴透過音樂，拉近距離，但卻苦於男兒性別，無法再進一步。因為靈魂互換，夏依才知道從沒替自己的未來著想，她總是忙於梳理別人的事。而中旭替她活出了無法想像的奔放，不再一味的討好別人，原以為崩壞的錯置人生，其實是她活出自我的開始。與中旭靈魂期間，因中旭以為夏依仍然喜歡辰鳴而代替她答應與其交往，但夏依當時喜歡的是中旭，而後分手。喜歡池中旭，最後與其交往。 | 全劇     |
| 邱鋒澤 | 方辰鳴 | 22歲，天秤座，醫務管理大四生，BZD樂團吉他手。與池中旭性格南轅北轍，他內斂沉穩、深受信賴，舞台上不需要過多肢體展現，沉著細膩的性格便吸了一票女粉。樂團的詞曲創作幾乎他一手包辦，還兼具樂團運營的一把手，也因他強大的行動力，才讓樂團持續苦撐。當夏依靈魂交換成了樂團的新主唱之後，他洞察了夏依未開發的潛能，為她錄製的全新曲風意外在網上成為熱門神曲。樂團歷經從未有過的成功幸福感，也令夏依不禁對辰鳴動心，但辰鳴卻心有所屬，不自覺的喜歡上另一個自己 ─ 有著中旭靈魂的夏依。與夏依交往，後分手。 | 全劇     |
| 陳大天 | 洪大俊 | 22歲，巨蟹座，戲劇系大四生，BZD樂團鍵盤手。喜劇演員的外貌，缺乏吸引天菜的魅力，只能吸引到一些奇怪的女生喜歡，但這些往往更看重他的功能性，女友至上的性格常被戲稱馬子狗，即便戴上綠帽還會替女友設身處地。雖然他是因為玩BAND可以吸引女生才加入樂團，但樂觀爽朗，常成為BZD的潤滑劑。大俊待人真誠，對喜歡的人更是死心踏地，因為純情的性格總是被歷任的無良女友視為工具人，一次失戀之後，痛定思痛，決定專注音樂。而無處發洩的渣男心情，竟意外替夏順出了口氣，使夏順倒追，譜出兩人的異調戀曲。 | 1-3,5    |
| 楊景涵 | 阿翔   | 22歲，雙魚座，企管系大四生，BZD樂團鼓手。是熱音社的神秘人物， 以強大的鼓技和資歷成為校園傳奇，但話實在太少，所以有個外號叫做沉默阿翔。 | 1-3      |
| 林彥君 | 夏順   | 23歲，獅子座，企業管理學系畢業，夏家三姊妹中的大姊，夏依電話簿裡的夏女王。她繼承父親能言善道的生意嘴，自小便有經營頭腦，在家裡最常使喚夏依，總能利用各種投機的方式獲得她想要的報酬。畢業後的她有自己的抱負，不可能一下接受父親的安排。認為自己夠獨特可以在外商公司大展長才，但不夠踏實的個性，眼高手低，改不了的女王性格，在外面反而成了麻煩製造機。在一次酒吧衝突，大俊替她對渣男予以反擊，甚至誤會大俊是低調的富二代，反而令她展開對大俊的追求，殊不知大俊是最純潔的工具男。 | 1,5      |
| 林子珊 | 夏柔   | 17歲，雙子座，高中生，夏家三姊妹的老么。深受韓團少女時代影響，替自己取了英文名Sunny，無奈資質頂多成為「喪女時代」，接受夏母的栽培成了第三代孝女白琴，但熱愛唱歌跳舞的她，只是看中孝女的高收入，來替她增添流行行頭，她立志成為直播網紅，更夢想有一天到韓國展開演藝事業，不同於大姊的女王性格，善於用她蘿莉賣傻的外表，閃躲任何麻煩，踏上人生美好藍圖。當中旭靈魂錯置到她二姊身上，中旭具備的傳播技能，反而大大強化了夏柔的直播曝光度，兩人互利的關係，也讓夏柔成為中旭魂在夏家的依靠，她是唯一察覺兩人可能是靈魂交換的關係 | 1-5      |

### 其他演員
| 演員   | 角色   | 介紹                    | 登場集數        |
| 檢場   | 夏康坤 | 夏順、夏依、夏柔的父親  | 1-2             |
| 謝麗金 | 沈春梅 | 夏順、夏依、夏柔的母親  | 1-2             |
| 湯志偉 | 池世平 | 池中旭父親              | 1,2,5           |
| 林怡廷 | 小珍   | 夏依的同學、BZD的大迷妹 | 1-2,4,7,9-10,17 |

### 特別客串
| 演員    | 角色     | 介紹                           | 登場集數 |
| 孫協志  | 音樂老師 |                                | 6-7,11   |
| 鄭仲茵  | 藍婕安   | 中旭的媽媽，在一年前因車禍過世 |          |
| 陳建寧  | 初審評審 |                                |          |
| 阿沁    | 初審評審 |                                |          |
| 張庭翡  | 初審評審 |                                |          |
| ET Boyz | GANK樂團 |                                |          |
| 海裕芬  | 仙姑     |                                | 3        |

## 電視劇歌曲
| 曲別   | 歌名             | 演唱者                         | 作詞           | 作曲                   |
| 片頭曲 | 世界爆炸前一秒   | 黃偉晉、邱鋒澤、陳大天、楊景涵 | 楊景涵         | 邱鋒澤、張暐弘         |
| 片尾曲 | 好感覺           | 黃偉晉、邱鋒澤、吳心緹         | 楊景涵         | 邱鋒澤、張暐弘、文慧如 |
| 插曲   | 叛徒             | 黃偉晉、邱鋒澤、陳大天、楊景涵 | 楊景涵         | 邱鋒澤、張暐弘、文慧如 |
| 插曲   | 信仰             | 黃偉晉、邱鋒澤、陳大天、楊景涵 | 楊景涵         | 楊景涵                 |
| 插曲   | 偷偷             | 黃偉晉                         | 楊景涵         | 楊景涵                 |
| 插曲   | 繁星             | 黃偉晉                         | 楊景涵         | 楊景涵                 |
| 插曲   | I Still Miss You | 邱鋒澤                         | 邱鋒澤、張樂聲 | 邱鋒澤                 |
| 插曲   | 女孩             | 吳心緹                         | 賴雅妍         | 賴雅妍                 |
| 插曲   | 看我沒有         | 陳大天                         | 陳大天、陳建寧 | 陳建寧                 |
| 插曲   | 路人乙           | 陳大天                         | 陳大天         | 李洹宇                 |

## 外部連結
| 臺灣 華視主頻 每週一至週五 20:00－22:00 | 臺灣 華視主頻 每週一至週五 20:00－22:00             | 臺灣 華視主頻 每週一至週五 20:00－22:00 |
| --------------------------------------- | --------------------------------------------------- | --------------------------------------- |
|                                         | 搖滾畢業生 （2018年7月30日－2018年8月21日）         |                                         |
| HIStory （2018年7月3日－2018年7月26日） | 飛魚高校生（重播） （2018年8月22日－2018年9月10日） |                                         |